# Dinamis
  Dinamis  (grec antic: Δύναμις)  (62 aC - 13 aC) sovint amb el malnom Philoromaios «amiga dels romans» va ser una princesa del Pont, germana de Farnaces II del Pont i I del Bòsfor, que es va casar amb el general Asandre del Bòsfor. Asandre va matar Farnaces i va usurpar el poder al Regne del Bòsfor.
Dinamis es va casar tres vegades, amb Asandre, amb Escriboni de Còlquida i amb Polemó I rei del Pont. Alguns autors diuen que va tenir un quart marit, Aspurge, fill d'Asandre.
Juli Cèsar va deposar Asandre, però August el va reposar l'any 30 aC i Dinamis, que s'havia mantingut al costat del seu marit, va tornar al tron amb ell. Cap a l'any 16 aC Asandre es va deixar morir de gana (tenia noranta-tres anys), desesperat en veure les seves forces desertar al camp d'Escriboni de Còlquida. Dinamis hauria assolit les regnes del poder per un mesos fins que Escriboni va prendre el poder, potser l'any 15 aC.
Quan Escriboni va usurpar el tron, Dinamis es va casar amb ell, potser perquè Escriboni volia legitimar el seu regnat. Escriboni pretenia ser descendent de Mitridates VI Eupator rei del Pont i a la mort d'Asandre va prendre la corona l'any 16 aC. Aquell mateix any, Marc Vipsani Agripa va enviar contra Escriboni a Polemó I. Escriboni va ser assassinat pels seus homes quan van sentir que Polemó avançava contra ells, però com que no el volien per rei van presentar resistència a les tropes de Polemó, que els va vèncer sense dificultats. La rendició de les tropes va portar al nomenament de Polemó I com a rei del Pont, de la Còlquida i del Bòsfor, i amb el permís d'August, es va casar amb Dinamis. Agripa va ser premiat amb un triomf, que no es va celebrar.
El matrimoni entre Dinamis i Polemó I no va durar gaire més d'un any. Polemó es va casar amb Pitodoris del Pont, però sembla que a la mort de Polemó, Dinamis va recuperar el regne o una part, ja que s'han trobat monedes amb la seva efigie datades a l'any 7 o 8.